# Eloria opaca
Eloria opaca är en fjärilsart som beskrevs av Paul Dognin 1923. Eloria opaca ingår i släktet Eloria och familjen tofsspinnare. Inga underarter finns listade i Catalogue of Life.